# Bluff River (Murchison River)
Der Bluff River ist ein Fluss im Nordwesten des australischen Bundesstaates Tasmanien.

## Geografie
Der fast 19 Kilometer lange Fluss entspringt im Lake Will im Cradle-Mountain-Lake-St.-Clair-Nationalpark und fließt nach Südwesten. Etwa drei Kilometer nördlich des Canning Peak, ebenfalls im Nationalpark, mündet er in den Murchison River.

### Nebenflüsse mit Mündungshöhen
- Inglis Creek – 501 m
- James Creek – 367 m
- Chalmers Creek – 328 m[1]

### Durchflossene Seen
- Lake Will – 1153 m[1]